# Operação Merlin
Operation Merlin foi uma operação secreta dos Estados Unidos sob o governo de Bill Clinton para prover ao Irã designs falhos de componentes de armas nucleares visando atrasar ou limitar o programa de armas nucleares iraniano.

## História
Em seu livro State of War, o autor e correspondente de inteligência do The New York Times, James Risen, relata que a CIA escolheu um cientista nuclear desertor da Rússia para prover esquemas deliberadamente falhos de cabeças de mísseis nucleares para oficiais iranianos, em fevereiro de 2000. 
O componente selecionado foi baseado no Russian TBA-480 Fire Set (High Voltage Automatic Block), que foi modificado em uma tentativa de torná-lo "fatalmente falho". A CIA estimou que o TBA-480 Fire Set, desenvolvido em Arzamas-16, era 20 anos mais avançado que qualquer coisa necessária para tornar funcional uma arma nuclear de 1ª geração.
Após a entrega dos designs ao Irã em 3 de março de 2000, a CIA estendeu o emprego do russo para disfarçar o TBA-480 falso, e assim fazer o Irã suspeitar de outro país com planos nucleares.
Risen escreveu em seu livro que Bill CLinton aprovou a operação, e Bush também apoiou, em seu mandato. A publicação inicial de detalhes da operação, em 2003, foi impedida pela intervenção da Condoleezza Rice no Editor Executivo do New York Times, Howell Raines.

### Tiro pela culatra
A Operação Merlin deu errado quando o contato russo da CIA notou as falhas nos esquemas e avisou os cientistas nucleares iranianos. Ao invés de atrapalhar o programa nuclear iraniano, a Operação Merlin então pode ter acelerado-a, por ter provido informações úteis: uma vez descobertas as falhas, os planos podiam ser comparados com outros, tal qual aqueles que presume-se terem sido providos por A. Q. Khan.

## Prisão do oficial da CIA
Ao fim de 2010, o antigo oficial da CIA Jeffrey Alexander Sterling foi acusado de ser a alegada fonte de algumas informações constantes no livro de Risen, e foi declarado culpado de espionagem em janeiro de 2015. Sua sentença foi de detenção por 3 ¹⁄2 anos.